# Задачи и Этюды
Зада́чи и Этю́ды — шахматный журнал, издававшийся в период с 1927 по 1930 год в Ленинграде и Москве, с 1995 — в Санкт-Петербурге. 
В первый период (1927—1930) публиковался как «Сборник Объединения любителей шахматных задач и этюдов при Всесоюзном совете шахматно-шашечных секций». Редколлегия: Марк Гордиан, Лазарь Залкинд, Леонид Исаев, Израиль Каценеленбоген, Леонид Куббель, Семён Левман, Моисей Нейман. Всего было опубликовано 8 выпусков:
- 1927 — 1-2 выпуски;
- 1928 — 3-5 выпуски;
- 1929 — 6-7 выпуски;
- 1930 — 8 выпуск[2].

В 1930 году один из его инициаторов, известный шахматный композитор Л. Б. Залкинд был арестован и осуждён по делу Союзного Бюро партии меньшевиков.
В журнале публиковались материалы, посвящённые творчеству ведущих шахматных композиторов, статьи по истории и теории шахматной композиции, конкурсы составления и решения, «Уголок начинающего композитора» и так далее. Данный журнал оказал серьёзное влияние на развитие шахматной композиции в целом, и стратегической школы в частности.
В 1995 году публикация издания была восстановлена Яковом Россомахо и продолжилась с 9-го номера с периодичностью 3 выпуска в год.
В 2015 году первые 8 выпусков журнала были переизданы в виде сборника под редакцией гроссмейстера Олега Первакова.

## Переиздания
- Задачи и Этюды / под ред. О. Первакова. — М.: Русский Шахматный Дом, 2015. — 560 с. — ISBN 978-5-94693-322-3.
- Задачи и Этюды / под ред. О. Первакова. — 2-е изд. — М.: Русский Шахматный Дом, 2017. — 560 с. — ISBN 978-5-94693-648-4.
- Задачи и Этюды / под ред. О. Первакова. — 3-е изд. — М.: Русский Шахматный Дом, 2020. — 560 с. — ISBN 978-5-94693-910-2.